# Smaakstof
Een smaakstof is een stof die een smaak afgeeft. Dit zijn dus stoffen die een zoete, zoute, bittere, zure of hartige smaak hebben. De Europese Unie erkent onder de voedingsadditieven het begrip 'smaakstof' niet. De smaak is een onderdeel van een aroma, hoewel de meeste aromacomponenten geen eigen smaak hebben in de toegepaste concentraties. Suiker en keukenzout zijn de bekendste smaakstoffen. Smaakstoffen vallen onder de aromaverbindingen, maar daar vallen ook de chemische verbindingen onder  die in de eerste plaats een geur hebben.